# الهمبرا، آلبرتا
الهمبرا، البرتا (به انگلیسی: Alhambra, Alberta) یک منطقهٔ مسکونی در کانادا است که در آلبرتا واقع شده‌است.

## خصوصیات
الهمبرا ۹۸۰ متر بالاتر از سطح دریا واقع شده‌است.